# Vitex lucens
El puriri (Vitex lucens)  es una especie fanerógama de árbol perennifolio endémico de Nueva Zelanda. El género Vitex, antiguamente asignado a la familia Verbenaceae, ha sido reasignado a la familia Lamiaceae.

## Historia
El puriri fue por primera vez recolectado en la Bahía de Tolaga (Tolaga Bay) por Banks y Solander durante la primera visita de Cook en 1769. La planta fue excelentemente descrita por Solander en su manuscrito "Primitae Florae Novae Zelandiae" bajo el nombre Ephielis pentaphylla, y un dibujo de considerable mérito artístico se conformó también(7). El siguiente botánico en hacer notar el puriri, Cunningham, no lo hizo hasta 1826 cuando observó en  "las orillas rocosas de la Bahía de las Islas, creciendo frecuentemente dentro del rango del agua salada". Cunningham lo nombró Vitex littoralis, correctamente asignándolo al género Vitex pero contemplando que littoralis había sido usado para especies malayas 4 años antes. Kirk propuso V. lucens en 1897 después de la atención que había acaparado el hecho que V. littoralis había sido tomado(4,7).
El nombre maorí para este árbol es 'pūriri' o a veces 'kauere' (26). El nombre común en inglés es usualmente 'puriri', sin embargo 'New Zealand mahogany' (caoba de Nueva Zelanda) y 'New Zealand teak' (teca de Nueva Zelanda) suelen ser nombrados en las fuentes impresas más antiguas, especialmente en referencia a la madera.

## Descripción

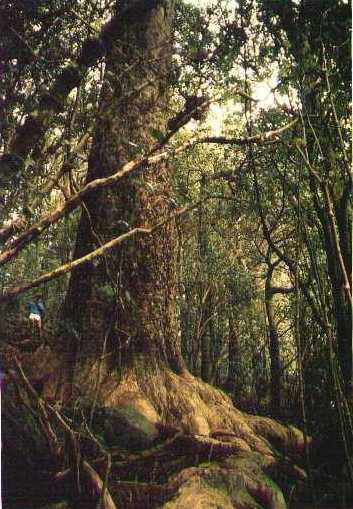
Un puriri grande cerca de Ruapekapeka, Northland

El árbol puriri puede crecer hasta 20 m de alto, con un tronco comúnmente de hasta 1,5 m de diámetro, frecuentemente más grueso, y una frondosa y amplia copa(9). La corteza delgada es usualmente lisa y color café claro(1), pero también puede ser escamosa.
El puriri fue talado activa y selectivamente en el pasado para proveer madera para un amplio rango de usos. Solo se cortaban los mejores árboles, dejando los puriris torcidos que se encontraban en los prados de las granjas. Esto ha dado la impresión que el puriri es incapaz de crecer recto, pero reportes tempranos del puriri describen naturalmente fustes rectos de 4,5 a 9 m(5) y existen aún unos pocos árboles en esas excelentes condiciones. Un buen ejemplo de un árbol de buena forma es el que se encuentra atrás de Ruapekapeka Pa en Northland.
Las hojas oscuras verdes brillosas del puriri son palmadas (=palma de la mano; parecido a una mano) tiene usualmente 5 foliolos, o a veces tres. Los dos foliolos inferiores son más pequeños que los otros tres. Los foliolos tienen domacios (cámaras para alojar insectos), pequeñas bolsas donde la vena central y las venas de la rama se juntan(1). Nadie está completamente seguro para que sirven los domacios. El envés y las venas son verde claro. (22). Las hojas de los arbolitos son mucho más delicadas y de un color verde más claro con aserrados a lo largo del borde(4). El arbolito puriri puede ser confundido con el joven Dysoxylum spectabile (kohekohe), la más obvia diferencia es los foliolos del puriri se originan desde un punto, mientras que los foliolos del kohekohe se dispersan a través del tallo. Las ramas del puripuri , especialmente en los jóvenes, tienen forma de escuadra en sección de cruz.
El puriri es uno de los pocos árboles nativos con grandes flores de colores. Muchas plantas en Nueva Zelanda tienen flores blancas o verdes. Las flores tubulares del puriri se parecen más bien a las del Antirrhinum(23) y pueden variar del rosa fluorescente al rojo oscuro, rosa (el más común) o a veces aún a la flor blanca con un rubor amarillo o rosa. El color brillante, la forma de tubo, la producción copiosa de néctar y los vellos en la base del tubo de la flor todos están dirigidos a las aves que polinizan esta flor (los vellos detienen a los insectos para que no se roben el néctar). En la tierra firme de Nueva Zelanda hay con frecuencia abundancia de néctar en las flores porque no hay suficientes aves para comer todo el néctar producido por el árbol.

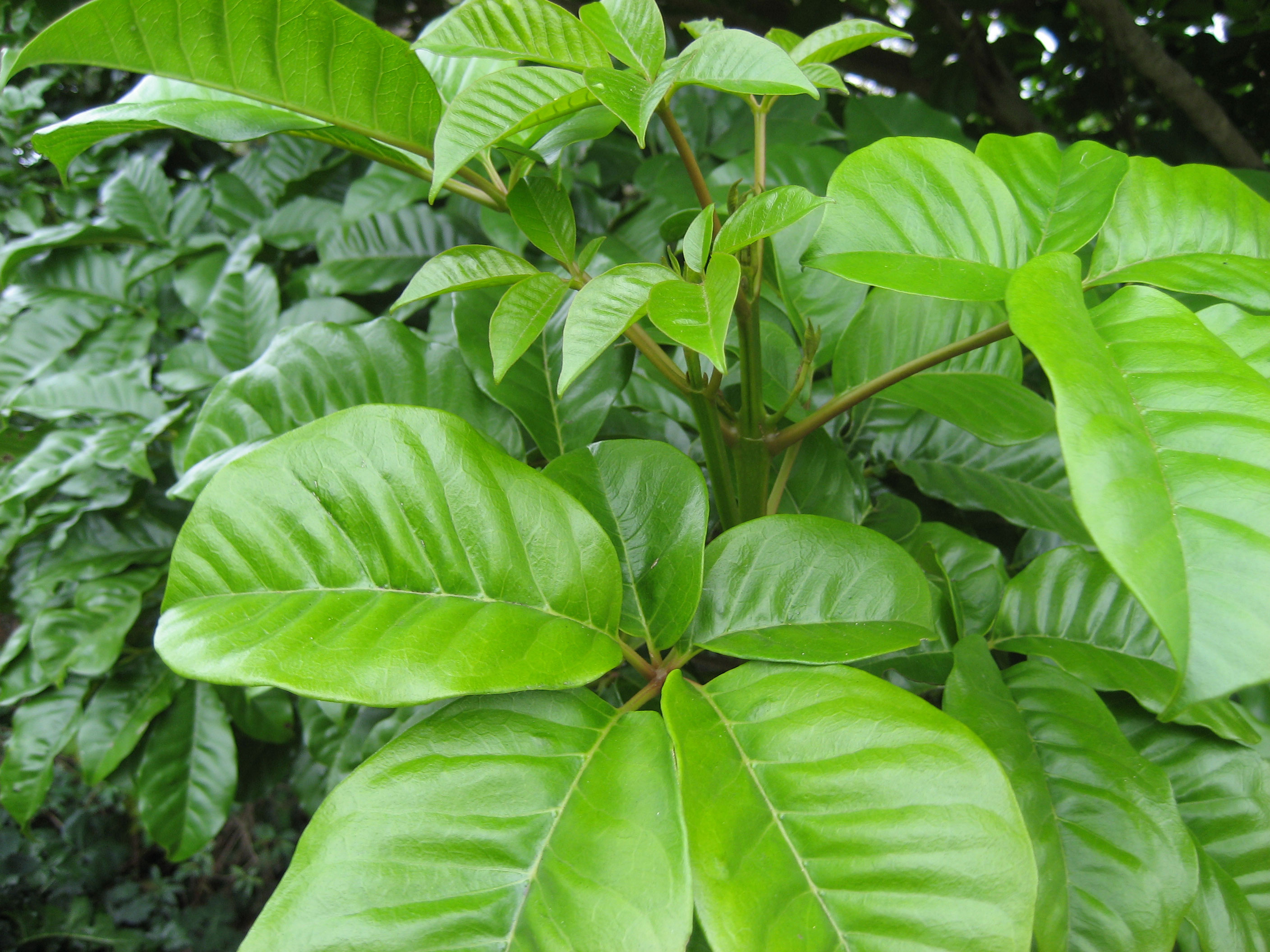
Las exuberantes hojas palmadas de un joven puriri

La flor tiene 4 lóbulos (compuesto de 2 pétalos), 4 largos estambres (la parte masculina de la flor) y el estilo crece hasta ser tan largo como el estambre antes de que el polen se haya soltado. Es interesante ver como las flores se abren. Los pétalos se traslapan uno sobre otro en la forma de capullo. El estambre creciente empuja los pétalos para que se abran. Cuando la flor está completamente abierta el estilo empieza a crecer y alcanza su máxima longitud justo después que las anteras en el estambre han soltado todo el polen. Las flores crecen en racimos flojos de hasta 12 flores por racimo.
Algunas flores se pueden encontrar en el puriri todo el año, sin embargo florea con más intensidad en el invierno. Frutas maduras se pueden encontrar también todo el año , pero son más comunes en verano. El puriri es un árbol muy importante para las aves nativas en la mitad superior de la Isla del Norte porque provee una provisión constante de alimento todo el año. Las flores y las frutas son sostenidas por las puntas de las ramas.
El fruto es una  "drupa" roja brillosa (usualmente) a pálida amarilla (raramente, y solo en árboles con flores blancas). Puede crecer tan grande como una cereza, pero es muy desagradable de comer – causa en la boca una sensación de piel reseca de zapato. La fruta de puriri no es la más nutritiva de Nueva Zelanda (alta en Carbohidratos, no en lípidos, azúcares y calcio), pero siempre está disponible. La semilla adentro es muy dura tiene forma de una pera muy pequeña(26) que contiene hasta 4 embriones de plantones. Los plantones de una semilla pueden germinar al mismo tiempo o dispersarse en el año(4).

## Distribución
El Puriri es endémico de Nueva Zelanda y se le puede encontrar en la mitad superior de la Isla del Norte desde el Cabo Norte (North Cape) hasta Waikato y el Upper Thames, y desde allí en pequeños números hacia el sur hasta la Península Mahia (39°10′S) en la costa este y el Cabo Egmont (39°27′S) en el oeste (rara vez tierra adentro al sur de la latitud 37). Su rango altitudinal es desde el nivel del hasta los 800 m s. n. m. El puriri tiende a ser asociado con suelos fértiles y volcánicos, y los primeros colonizadores buscaron y quemaron áreas ricas en puriri para obtener buenas tierras de granja(4, 6).

## Usos

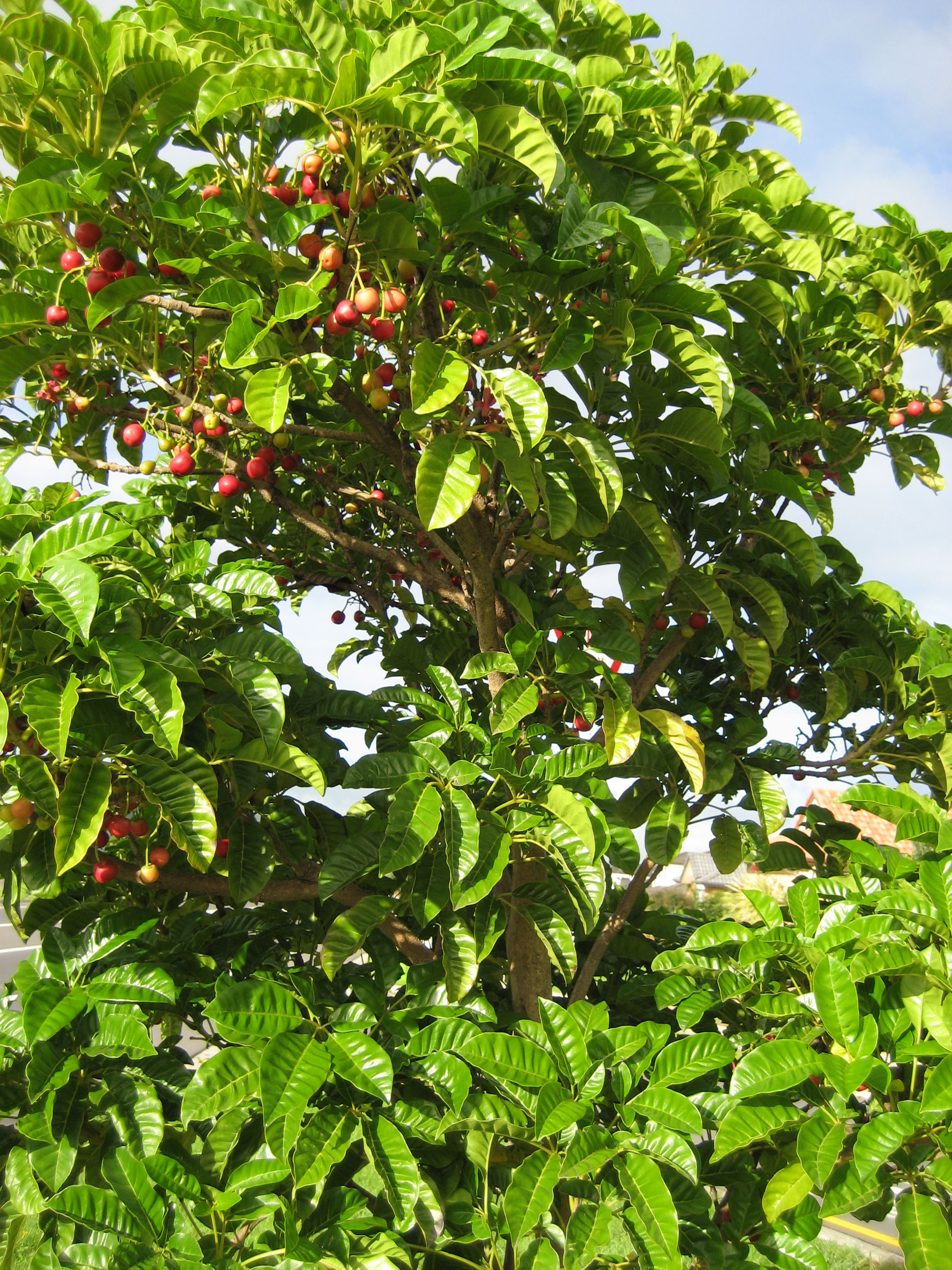
Un árbol joven con fruto

El puriri es una invaluable fuente de comida para los animales silvestres nativos, ya que provee de frutas y néctar en estaciones en las cuales solo otras pocas especies las producen, por eso es frecuentemente usada en plantaciones de restauración, ej. La Reserva Elvie McGregor en Northland y en la Isla Tiritiri Matangi en el Golfo Hauraki. Se espera que la plantación de restauración, con árboles tales como el puriri, vayan a proveer todo el año fuente de alimento para aves, estimulando sus poblaciones. Por ejemplo , el puriri es altamente estimado como una ayuda para incrementar las poblaciones de kereru (paloma nativa). Mantener las poblaciones de kereru es particularmente importante para la restauración natural y la conservación de los remanentes del bosque, ya que esta ave es el principal dispersador de las especies de frutos grandes.
El puriri es un importante huésped para un número de especies. La polilla puriri (o polilla fantasma) Aenetus virescens es la más grande polilla de Nueva Zelanda y es increíblemente espectacular, con una envergadura de sus alas de hasta 15 cm . Sus grandes larvas de 10 cm de largo, y aunque no está restringida al puriri, con frecuencia lo convierte en su casa al excavar relativamente grandes madrigueras en forma de "7" . Las polillas están muy reducidas en cantidades como grandes enjambres "invadiendo cuartos, suficientes en número para extinguir lámparas iluminadas" reportaron los primeros colonos para que no siguiera ocurriendo este hecho(8). Las amplias ramas también proveen un lugar propicio para especies epífitas como Astelia, puka Griselinia lucida Metrosideros robusta Árbol rata del norte(9).

## Uso histórico de los maoríes
Los maoríes usaron infusiones de las hojas hervidas para lavar las torceduras y dolor de cabeza, como un remedio para úlceras, especialmente debajo del oído, y para dolores de garganta(10). La infusión también era usada para lavar el cuerpo del fallecido y ayudar a preservarlo(6). Los árboles puriri o arboledas también fueron usados como sitios de entierros(15) y las hojas de puriri eran usadas elegantemente en coronas o llevadas a mano durante un tangi (funeral)(6).
La madera del puriri es usualmente café-oscuro verdosa, y a veces casi negra o con líneas amarillas, fue usada con frecuencia para implementos y estructuras que requieren de fuerza y durabilidad. Los maoríes preferían otras maderas al puriri porque su grano cruzado lo hace difícil de esculpir, pero las herramientas de huerto y las armas de puriri eran muy duraderas y según la leyenda las balas de los mosquetes rebotaban en las empalizadas de puriri(11). Era usado en la construcción de hinaki (trampas de anguila) porque era una de las pocas maderas que podía hundirse(6). El puriri era a veces usado para teñir las fibras de lino de amarillo(24), el aserrín puede producir manchas intensas amarillas en los pisos de concreto.

## Uso histórico de los europeos

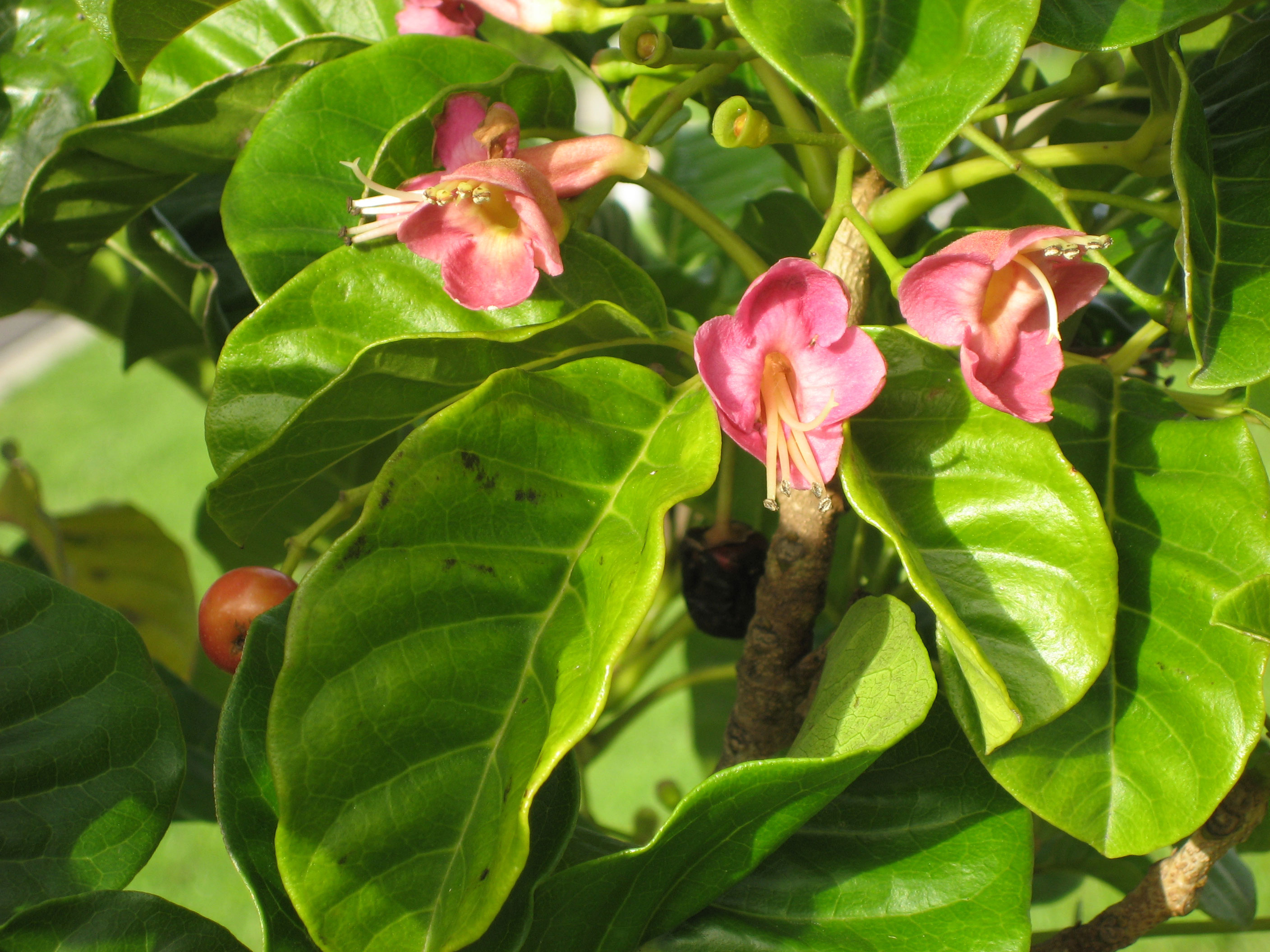
El puriri puede tener flores todo el año

Los colonizadores europeos usaron grandes cantidades de madera de puriri para postes de cercas, durmientes de ferrocarril, construcción de barcos y tablas para casas, y es piso durable sin tratamiento por 50 años o más(6, 12, 26). Este, también es el deseo agricultural del suelo en el cual creció, dejado al agotamiento de los una vez ampliamente distribuidos bosques de tierras bajas de puriri(12), y a mediados de los 1940s la provisión de madera de puriri casi se agotó(13). El puriri fue también favorecido por la mueblería y el trabajo en madera decorativa tales como enchapados incrustados, ya que su apariencia era "completamente igual al mejor nogal italiano o americano"(14). Ver New Zealand Geographic artículo de Seuffert & Son donde se ven buenos ejemplos del uso del puriri en mueblería. La madera de puriri también era llamada teca de Nueva Zelanda(13), roble(5, 16) o nogal(14).

## Uso actual y potencial para el futuro
Actualmente pequeñas cantidades de madera de puriri están disponibles de vez en vez alrededor de la provincia de Auckland y Northland(17), y se les puede usar en carpintería o, como en el caso de los postes de cerca de puriri, ser reciclados como mobiliario de jardín (6, 18).
El Erstwhile Forest Research Institute (ahora Scion)recomienda plantar especies maderables de alta calidad de rápido crecimiento tales como el puriri como especies con propósitos especiales, particularmente en vista del alto costo de la importación de estos y la escasez de madera nativa(19).
Un propósito especial de la especie se define como "una especie productora de madera con propiedades especiales requeridas para aquellos usos donde el pino radiata (Pinus radiata D.Don) no es enteramente satisfactorio". Por lo tanto, la madera será usualmente complementaria a aquella del Pinus radiata, no una alternativa. Algunos de los propósitos especiales defendidos fueron; mueblería, chapas, tornería, ebanistería exterior, construcción de botes y mangos de herramientas(20). El puriri ha satisfecho esos roles en el pasado. Otros roles potenciales para el puriri incluyen postes, muelles y pilotaje de puentes, ya que el pino requiere un alto grado de tratamiento preservativo y puede romperse también rápidamente bajo presión debido a la escasez de la madera de grano cruzado(21). Existen evidencias de que el puriri podría regenerarse bien de la tala por vástagos, y es una de las mejores maderas de Nueva Zelanda para producir fuego(6), esto lo podría probar como conveniente como una fuente de biomasa o para producción carbón de leña.